# Joseph P. Farrell
Joseph Patrick Farrell, născut și crescut în Sioux Falls, Dakota de Sud, este un teolog, expert în studiul Schismei dintre Est-Vest și autor al unui număr de cărți de istorie alternativă, pseudoistorie, revizionism istoric, pseudoarheologie, fizică și știință.

## Biografie
Farrell este profesor adjunct de teologie patristică și apologetică la California Graduate School of Theology, o instituție creștină neacreditată de învățământ superior din La Habra, California.
În plus, el este organist, cântă la clavecin și este compozitor de muzică clasică.

## Educație
A fost studentul lui Kallistos /Timothy Ware. Farrell a devenit profesor de patristică la Seminarul Teologic Ortodox Sfântul Tihon. El are, de asemenea, un masterat la Universitatea Oral Roberts, o licență în arte la Universitatea John Brown și gradul de doctorat (D. Phil.) la Pembroke College, Universitatea Oxford cu specialitate în Patristică, doctorat atribuit în 1987.

## Lucrări

### Teologie
Farrell a scris lucrări de teologie, despre Părinții Bisericii și Marea Schismă dintre Est și Vest, cu consecințele sale culturale ce au apărut astfel în cele două Europe.
Farrell a realizat prima traducere în limba engleză a lucrării "Mistagogia Duhului Sfânt" scrisă de către Patriarhul Photius I al Constantinopolului (în secolul al IX-lea). Cartea include o prefață a Arhimandritului (acum Arhiepiscop) Chrysostomos de Etna.
El s-a concentrat pe Sfântul Maxim Mărturisitorul, publicând "Liber arbitru la Sfântul Maxim Mărturisitorul" (cu o prefață de Timothy Ware - acum Episcopul Kallistos Ware) și "Disputa cu Pyrrhus".
El a scris, de asemenea, o lucrare în patru volume despre Marea Schismă dintre Est și Vest, cu consecințele sale culturale pentru cele rezultând două Europe, lucrare intitulată Dumnezeu, istorie și dialectică (God, History, and Dialectic).

### Alte lucrări
Farrell a scris în diferite alte domenii cum ar fi arheologia alternativă, fizica, tehnologia, istoria și istoria alternativă. Cu propriile sale cuvinte, el a afirmat că urmărește cercetările din fizică, istorie alternativă și știință și [alte] "chestii ciudate". El este creatorul ipotezei armelor privind piramidele de la Giza, pe baza unor lucrări de Christopher Dunn. Farrell a afirmat că lucrările sale despre Giza continuă ideile din cartea lui Dunn, The Giza Power Plant. El a scris și numeroase cărți despre supraviețuirea unei tehnologii avansate secrete naziste privind armele și despre relația acesteia cu programele de tehnologie "neagră" din cadrul Departamentului Apărării din SUA.

### Teologie
- God, History, & Dialectic: The Theological Foundations of the Two Europes and Their Cultural Consequences. Ediție tipărită 1997. Ediție electronică 2008.
- The Mystagogy of the Holy Spirit - St. Photius (Holy Cross Orthodox Press 31 Dec 1982)
- Free Will in St. Maximus the Confessor (Saint Tikhon's Seminary Press, June 1989)
- The Disputation with Pyrrhus (St Tikhons Seminary Press, February 1990)

### Istorie alternativă
Cartea sa "The Giza Death Star" a fost publicată în primăvara 2002 și a fost prima lui aventura în "istoria și știința alternativă". Cărțile sale pot fi grupate astfel:
Despre Paleo-fizica Marii Piramide precum și despre complexul militar de la Giza:
- Giza Death Star: The Paleophysics of the Great Pyramid and the Military Complex at Giza (Adventures Unlimited Press, Dec 2001)
- Giza Death Star Deployed: The Physics and Engineering of the Great Pyramid (Adventures Unlimited Press, 1 Oct 2003)
- Giza Death Star Destroyed (Adventures Unlimited Press, 1 Jan 2006)
- Cosmic War: Interplanetary Warfare, Modern Physics and Ancient Texts (Adventures Unlimited Press, 15 Oct 2007)
- Genes, Giants, Monsters, and Men: The Surviving Elites of the Cosmic War and Their Hidden Agenda (Feral House, 3 May 2011)
- Grid of the Gods: The Aftermath of the Cosmic War and the Physics of the Pyramid Peoples (Adventures Unlimited Press, 1 September 2011)

Despre tehnologia secretă nazistă și aplicațiile sale și despre impactul de azi:
- Reich of the Black Sun: Nazi Secret Weapons and the Cold War Allied Legend (Adventures Unlimited Press, 2005)
- SS Brotherhood of the Bell: The Nazi's Incredible Secret Technology (Adventures Unlimited Press, 2006)
- Secrets of the Unified Field: The Philadelphia Experiment, The Nazi Bell, and the Discarded Theory (Adventures Unlimited Press, 2008)
- The Philosopher's Stone: Alchemy and the Secret Research for Exotic Matter (Feral House, April 2009)
- Nazi International: The Nazis' Postwar Plan to Control Finance, Conflict, Physics and Space (Adventures Unlimited Press, 15 martie 2009)
- Roswell and the Reich: The Nazi Connection (Adventures Unlimited Press, 15 Feb 2010)
- Babylon's Banksters: The Alchemy of Deep Physics, High Finance and Ancient Religion  (Feral House, April 2010)
- Saucers, Swastikas and Psyops: A History of A Breakaway Civilization: Hidden Aerospace Technologies and Psychological Operations (Adventures Unlimited Press, February 2012)

Altele:
- LBJ and the Conspiracy to Kill Kennedy: A Coalescence of Interests (Adventures Unlimited Press, 1 March 2011)